# Lembosia tenella
Lembosia tenella är en svampart som beskrevs av Lév. 1845. Lembosia tenella ingår i släktet Lembosia och familjen Asterinaceae.   Inga underarter finns listade i Catalogue of Life.